# Lake District
El Districte dels Llacs (en anglès: Lake District), també conegut com Els llacs (The Lakes) o Terra dels llacs (Lakeland), és una zona rural del nord-oest d'Anglaterra.
Constitueix una popular destinació turística, famosa pels seus llacs i muntanyes (anomenades  Fells), i per la seva associació amb els poetes lakistes (lake Poets), que van adoptar el lloc com a residència i font d'inspiració a principis del segle xix. És conegut també per ser el lloc d'origen de la raça de gos homònima, el Lakeland terrier.

## Clima
La situació geogràfica de Lake District junt amb les seves muntanyes fa que sigui la regió més plujosa d'Anglaterra. Segons el servei meteorològic del Regne Unit (UK Met Office) la mitjana de precipitació anual d'aquesta zona està per sobre dels 2.000 litres, però amb una gran variació local, especialment entre els llacs de l'est i de l'oest. Seathwaite a Borrowdale és el lloc habitat més plujós d'Anglaterra amb una mitjana de 3.300 litres de pluja a l'any, mentre que la propera estació meteorològica de Sprinkling Tarn és encara més humida, amb uns 5.000 litres. De març a juny és el període més sec i el d'octubre a gener el més humit, però hi ha poca diferència entre els mesos.
La temperatura mitjana de la vall oscil·la entre els 3 °C al gener fins a uns 15 °C al juliol.

## Parc Nacional

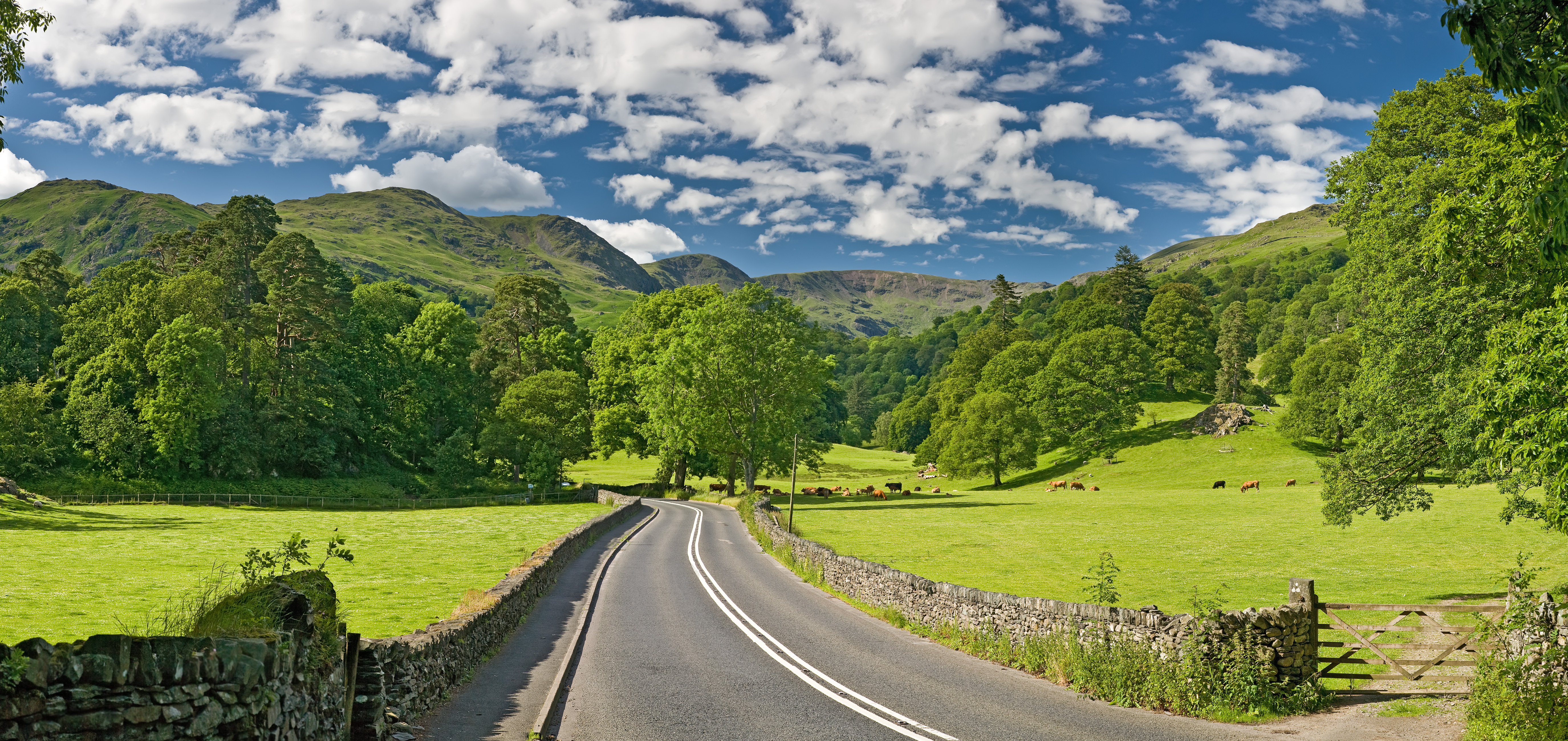
Carretera A591 en el Districte dels Llacs

La zona més famosa i visitada és el Parc Nacional del Districte dels Llacs, ubicat al comtat de Cúmbria, i que constitueix el més gran dels parcs nacionals del Regne Unit i una de les poques regions muntanyoses de la geografia anglesa. Dins dels seus límits hi ha el Wast Water i el Scafell Pike, respectivament el llac més profund i la muntanya més alta d'Anglaterra (amb 978 msnm), a més de comunitats com Keswick i Bowness-on-Windermere.
Es va crear l'any 1951, per preservar el paisatge de les alteracions nocives que eventualment podia causar la indústria o el comerç. Gairebé tot el seu territori és propietat privada, llevat de petites zones que pertanyen al National Trust. Com és comú en els parcs nacionals anglesos, no hi ha cap restricció d'entrada o circulació dins del parc.
És considerat una àrea d'excepcional bellesa natural, pel seu impressionant paisatge, únic a Anglaterra. Les granges, els turons i els assentaments li afegeixen valor estètic al paisatge natural, amb una ecologia modificada per la influència humana durant mil·lennis, que inclou importants hàbitats de vida silvestre.
Els llacs i els rius són frescos i purs. El nivell de nutrients de l'aigua de diferents llacs varia, proporcionant hàbitats diversos per diferent flora i fauna.